# Anabarplateau
Das Anabarplateau (russisch Анабарское плато) ist ein maximal etwa 905 m hohes Mittelgebirge im Norden des Mittelsibirischen Berglandes. Es breitet sich im Nordosten der Region Krasnojarsk und im Nordwesten der Republik Sacha (Jakutien) im Nordteil von Sibirien und Russland (Asien) aus.

## Geographie

### Lage
Das Anabarplateau liegt durchschnittlich knapp 400 km nördlich des nördlichen Polarkreises und befindet sich südsüdöstlich der Taimyrsenke, dem Mittelteil des Nordsibirischen Tieflands. Es bildet den äußersten Norden des Mittelsibirischen Berglandes, dessen Landschaft westlich des Plateaus zum Putorana-Gebirge überleitet und nach Nordnordosten in den Popigai-Krater abfällt.

### Flüsse
Zu den größeren Flüssen des Anabarplateaus, die sich meist tief in die felsige Landschaft eingegraben haben, gehören die Große Kuonamka als Quellfluss des namensgebenden und nordöstlich fließenden Anabar, der Kotui mit seinem Zufluss Kotuikan im Westen und der Popigai im Norden; ein Stück weiter östlich des Plateaus liegt das Flussgebiet des Olenjok und jenseits davon jenes der Lena.

### Ortschaften
Auf dem Anabarplateau gibt es nur wenige Siedlungen; jedoch liegen zum Beispiel im Osten am Fluss Popigai das Dorf Popigai und einiges nördlich am Fluss Chatanga das Dorf Chatanga.

## Geologie und Flora
Geologisch betrachtet ist das Anabarplateau von kristallinen Graniten und Schiefern und metamorphen Gesteinen wie Gneisen durchsetzt. Die Vegetation besteht in den Hochlagen hauptsächlich aus Moosen und Flechten der Tundra und im Bereich des südlich davon gelegenen borealem Nadelwald (Taiga) aus lichten Lärchenwäldern, deren Bäume bis maximal etwa 450 m Höhe spärlich gedeihen.

## Klima
Auf dem Anabarplateau herrscht ein raues Klima, denn im Winter fällt das Thermometer auf durchschnittlich −40 °C und im Sommer liegt die Durchschnittstemperatur in den unteren Plateaubereichen bei etwa 12 °C. Die Gewässer sind in den kalten Jahreszeit mit geringem Abfluss von Eis bedeckt. Wenn im kurzen Sommer der Permafrostboden als Folge des Klimawandels zunehmend stärker antaut und Eis und Schnee schmelzen, entstehen bei besonders in den ersten Wochen der Eis- und Schneeschmelze großem Abfluss oft starke Hochwasser.